# Bratan
Bratan (Indonesisch: Genung Bratan) is een vulkaan bestaande uit drie Caldera meren op het Indonesische eiland Bali in de provincie Bali. 